# Mladen Stojanović
Mladen Stojanović (7. dubna 1896, Prijedor, Rakousko-Uhersko – 2. dubna 1942, Jošavka u Čelinace) byl bosenskosrbský a jugoslávský lékař, účastník jugoslávského odboje během druhé světové války.
Stojanović vychodil základní školu v Prijepolji a později studoval gymnázium v Tuzle. Tam vstoupil do tajného spolku Národní obrana a později do organizace Mladá Bosna. Zasazoval se za osvobození jižních Slovanů od rakousko-uherské nadvlády. Po sarajevském atentátu dne 28. června 1914 byl zatčen a odsouzen na 15 let odnětí svobody. Roku 1917 byl amnestován a puštěn na svobodu.
Po skončení první světové války studoval lékařství v Záhřebu a ve Vídni. Od roku 1929 pracoval jako lékař v Prijedoru. Od roku 1936 byl rovněž ambulančním lékařem pro důl v Ljubiji, kde se setkal s místními horníky a odboráři. Aktivně se podílel na jejich boji za zlepšování pracovních podmínek. V září 1940 vstoupil do ilegální komunistické strany Jugoslávie. Byl armádním lékařem během dubnové války, ve které byla Jugoslávie poražena vojsky Osy během necelých dvou týdnů. Po kapitulaci země se vrátil do Prijedoru, který se stal následně součástí nezávislého státu Chorvatsko, který ovládali ustašovci. Těmi byl také Stojanović nedlouho po jejich nástupu zatčen. Z vězení ale utekl.
Spolu s dalšími partyzány odcestoval do pohoří Kozara v severní Bosně a Hercegovině, kde připravoval povstání proti fašistům. Pravoslavné obyvatelstvo Bosny, které bylo podrobeno těžkým represím fašistického režimu, začalo nedlouho po vypuknutí ozbrojeného povstání vstupovat mezi řady partyzánů. Stojanović se stal velitelem Kozarského partyzánského oddílu, proti němuž ustašovci zorganizovali několik bojových operací. Jako velitel byl poměrně oblíbený a podařilo se mu do řad partyzánů získat nemalý počet nových bojovníků. Jeho oblíbenost využilo vedení partyzánské armády a jmenovalo jej náčelníkem operativního štábu Bosenské krajiny (tj. severu Bosny).
Na začátku března 1942 byl těžce raněn do hlavy a převezen do partyzánské polní nemocnice v Jošavce. Zabit byl během pročetnického povstání Rade Radiće spolu s dalšími raněnými. Dne 2. dubna ho místní vesničané pohřbili na strmém zalesněném svahu. Následně byl prohlášen v srpnu 1942 národním hrdinou. Od roku 1946 nese na jeho počest vesnice Bukin u Bačké Palanky název Mladenovo.